# 松本徹 (文芸評論家)
松本 徹（まつもと とおる、1933年8月19日 - ）は、日本の文芸評論家。近畿大学・武蔵野大学教授、三島由紀夫文学館館長を経て顧問。

## 人物
北海道生まれ。大阪市立大学文学部国語国文学科卒業後、サンケイ新聞に入社。記者時代の1963年に「森鷗外ノート」で第6回群像新人文学賞（評論部門）候補。1973年に「三島由紀夫論」を発表。文芸評論、小説を書き、徳田秋声論を書いている。1977年に姫路工業大学、1980年に近畿大教授。1982年から『文學界』で同人雑誌評を担当、1993年から2004年まで武蔵野女子大学（現：武蔵野大学）教授。その時期は作家・漫画家の白倉由美の指導教官だった。
2006年『徳田秋声全集』（八木書店）の編纂で菊池寛賞受賞。『季刊文科』（鳥影社）、『三島由紀夫研究』編集委員。
娘は国際政治学者の松本佐保。

## 著書
- 『三島由紀夫論 失墜を拒んだイカロス』朝日出版社 1973。旧仮名遣い表記
- 『「書くこと」の現在 文芸時評 昭和五十七年～昭和五十九年』皆美社 1985
- 『夢幻往来 異界への道』人文書院 1987
- 『徳田秋聲』笠間書院 1988
- 『袈裟の首』福武書店 1991
- 『イタリア夢幻紀行』邑書林 1994
- 『奇蹟への回路 小林秀雄・坂口安吾・三島由紀夫』勉誠社 1994（のち勉誠出版）
- 『親子で楽しむ歴史と古典　小野小町』勉誠社 1997
- 『ローマ夢幻巡礼』小沢書店 1998
- 『三島由紀夫の最期』文藝春秋 2000
- 『師直の恋－原「忠臣蔵」』邑書林 2001（季刊文科叢書）
- 『六道往還記』おうふう 2004
- 『あめつちを動かす 三島由紀夫論集』試論社 2005
- 『三島由紀夫 エロスの劇』作品社 2005
- 『小栗往還記』文藝春秋 2007
- 『風雅の帝 光巖』鳥影社、2010
- 『三島由紀夫を読み解く』日本放送出版協会〈NHKカルチャーラジオ・文学の世界〉2010。放送テキスト
  - 『三島由紀夫の生と死』鼎書房 2015。改訂版
- 『天神への道 菅原道真』試論社 2014
- 『三島由紀夫の時代　芸術家11人との交錯』水声社 2016
- 『西行　わが心の行方』鳥影社 2018
- 『徳田秋聲の時代』〈松本徹著作集①〉鼎書房 2018
- 『三島由紀夫の思想』〈松本徹著作集②〉鼎書房 2018
- 『夢幻往来・師直の恋 ほか』〈松本徹著作集③〉鼎書房 2019
- 『小栗往還記・風雅の帝 光巌』〈松本徹著作集④〉鼎書房 2019
- 『六道往還記・天神への道 菅原道真』〈松本徹著作集⑤〉鼎書房 2019

## 編著・共編著
- 三島由紀夫 河出書房新社 1990.4（年表作家読本）
- 三島由紀夫事典 佐藤秀明、井上隆史、山中剛史共編 勉誠出版 2000.11
- 三島由紀夫論集 全3巻 佐藤秀明、井上隆史、山中剛史共編 勉誠出版、2001
  - Ⅰ 三島由紀夫の時代、Ⅱ 三島由紀夫の表現、Ⅲ 世界の中の三島由紀夫
- 三島由紀夫研究　責任編集、佐藤秀明、井上隆史、山中剛史共編、鼎書房、2005～。※ほぼ毎年春に発行（現・24号発行） 
  - 同時代の証言　三島由紀夫、鼎書房 2011.5。上記でのインタビュー集
- 三島由紀夫 〈別冊太陽 日本のこころ〉平凡社 2010、新版2025。監修
- 今昔秀歌百撰（特定非営利活動法人文字文化協會 2012）
  - 共編 (岡崎久彦・蔡焜燦・遠藤浩一・藍川由美・福田逸・高島俊男・桶谷秀昭・稲田朋美・鷲尾英一郎・小堀桂一郎・笹原宏之・松本徹・市村真一・早川聞多・土田龍太郎)